# 2007年广东教师静坐事件
2007年广东教师静坐事件是广东省多个县级行政区的教师因不满教师的待遇低微，爆发了多起的教师静坐，要求提高教师的福利待遇的事件。

## 广州市花都区
2007年1月1日上午9时，广州市花都区教师在事先利用互联网、手机短信等手段邀请的情况下，准时在区政府广场举行了教师集会静坐请愿活动，要求区政府重视教师待遇，增加工资收入和医保投入。活动进行不久，就被防暴警察包围，媒体被拒之现场外，随后清场，多名教师被拘捕。
闻声赶来的几千教师的当地群众在面面声援。此时，广州市教育局领导与花都区领导商量后，决定采取和平的措施：警察放人，防暴警察撤出，教师选出五名谈判代表，事件才稍有平息。起初花都区政府的态度依然强硬，欲采取进一步镇压的行动。于是，教师们又开始组织筹划大规模罢课行动。花都区政府的态度才得以软化，全区教师人均加薪500元人民币。

## 英德市
由于英德地区的教师多年未加工资，人均工资不到一千一百元，收入不到当地公务员的一半，教师的生活窘困，每年还要上缴近二百元的订阅党报（《南方日报》《清远日报》）费用，上交几十元的护林防火费等，教师们不满的情绪堆积已久。继花都教师静坐之后，英德的教师亦用互联网BBS、博客、腾讯QQ和手机短信的方式联系，相约决定4月2日在英德市政府门口举行静坐活动。由于消息走漏，英德市当局火速采取镇压行动，利用下层领导层层整压。召开校长大会上时说“校长不得参加，参加就地免职”，“凡是参加静坐的教师就下岗或支教（调到没人愿意去的地方）！”；要求四月份，校长要每天向教育局领导汇报学校每一位教师的动向；教师发布在互联网的贴子全部删除。
4月2日，各交通要道站满警察，堵截一切车辆，各校领导负责认人，凡是教师身份者一律不准通行，市区各中小学的大门皆有警察把守。由于政府的措施得力，英德教师静坐活动宣告失败。这次静坐活动，英德有多名教师被殴、被捕。部份学校的老师罢课，学生放假。